# ЗИС-ЛТА
ЗИС-ЛТА — советский полугусеничный лесовозный автомобиль повышенной проходимости, созданный в 1949 году на базе грузового автомобиля ЗИС-5 с использованием узлов и агрегатов трелёвочного трактора КТ-12. Был выпущен небольшой серией и эксплуатировался на протяжении нескольких лет, однако широкого распространения не получил.

## История создания
В 1940-х годах советская лесная промышленность испытывала острую нехватку специальной техники, предназначенной для механизации лесозаготовительных работ. Появление в 1947 году первого трелёвочного трактора КТ-12 значительно улучшило ситуацию, однако вывозка леса всё ещё была сильно затруднена, так как применявшиеся в то время неполноприводные колёсные автомобили-лесовозы были малоэффективны в силу низкой проходимости. Вышеуказанные причины продемонстрировали нужду в специализированном лесовозном автомобиле высокой проходимости. Наиболее простым способом реализации такой машины на тот момент было создание полугусеничного автомобиля на базе стандартного неполноприводного шасси, и уже в январе 1949 года коллективы Лесотехнической академии им. С. М. Кирова и Гипролестранса начали работы по созданию полугусеничной машины на базе грузового автомобиля ЗИС-5 и трактора КТ-12. К 1 мая того же года первый опытный образец ЗИС-ЛТА был построен, успешно прошёл предварительный этап испытаний и был продемонстрирован на Всесоюзном Совещании работников лесной промышленности в Москве, а с июля 1949 года по август 1950 года проводились производственные испытания машины.  Параллельно испытаниям первого образца в мастерских Минлесбумпрома Эстонии по чертежам и при содействии ЛТА была изготовлена вторая машина, которая была отправлена в Тартамусский леспромхоз. В мае 1950 года был выпущен третий экземпляр, на котором до конца года отрабатывалась возможность использования различного навесного оборудования. В январе 1951 года был построен четвёртый экземпляр, направленный для испытания в Ковровское и Лисинское ЛПХ. Впоследствии ещё несколько экземпляров ЗИС-ЛТА были выпущены на базе ЗИС-5, ЗИС-21 и ЗИС-150, однако широкое производство развёрнуто так и не было, поскольку распространение полноприводных автомобилей сделало применение полугусеничной схемы нецелесообразным.

## Модификации
- ЗИС-ЛТА-Л (на базе автомобиля ЗИС Лесо-технической академии лесовоз ) — базовый вариант на шасси ЗИС-5[2].
- ЗИС-ЛТА-ЛГ — газогенераторный вариант, созданный на базе газогенераторного автомобиля ЗИС-21[2].
- ЗИС-ЛТА-Л на базе ЗИС-150[1].

## Описание конструкции
ЗИС-ЛТА был создан на базе шасси серийного грузового автомобиля ЗИС-5 и отдельных узлов и агрегатов серийного газогенераторного трелёвочного трактора КТ-12, и имел переднемоторную, заднеприводную компоновку. Различные экземпляры автомобиля имели некоторые конструктивные отличия: так, по крайней мере первый экземпляр машины был оснащён кабиной от КТ-12 и имел бескапотную компоновку, тогда как некоторые другие — сохраняли стандартную кабину капотной компоновки.

### Специальное оборудование
Машина оснащалась специальным П-образным устройством для укладки груза, стандартным для любых лесовозных автомобилей — так называемым ко́ником. Предусматривалась также возможность использования различного навесного оборудования, предназначенного для лесоразработок.

### Двигатель и трансмиссия
Трансмиссия машины — механическая, двигатель использовался от базовой машины.

### Ходовая часть
Ходовая часть машины — полугусеничная, с ведущим гусеничным движителем и управляемыми передними колёсами.
Подвеска обоих мостов осталась без изменений по сравнению с базовой машиной и была выполнена на полуэллиптических листовых рессорах.
Передний мост использовался без изменений.
Гусеничный движитель был создан на основе узлов и агрегатов ходовой части трактора КТ-12 и применительно к одному борту состоял из двух сблокированных опорных катков большого диаметра, выполнявших также поддерживающую функцию, заднего ведущего и переднего направляющего колёс.

## Оценка проекта
В результате проведения продолжительных эксплуатационных испытаний ЗИС-ЛТА были рекомендованы в качестве основных типов для вывозки леса; помимо прочего, полугусеничные машины этого типа выгодно отличались от применявшихся в то время неполноприводных колёсных лесовозных автомобилей значительно более высокой проходимостью, позволявшей им без затруднений эксплуатироваться на дорогах плохого качества, где колёсные машины эффективно работать не могли. Тем не менее, несмотря на успешность проекта, от его дальнейшего развития и крупносерийного производства отказались: к тому времени уже осуществлялись массовые выпуск и внедрение в народное хозяйство полноприводных колёсных грузовых автомобилей повышенной проходимости, не уступавших по проходимости ЗИС-ЛТА и сделавших его дальнейшее производство и эксплуатацию, равно как и саму концепцию грузовых полугусеничных автомобилей с неведущим передним мостом, бесперспективными.